# Мелина (Республика Сербская)
Мелина (серб. Мелина / Melina) — село в общине Баня-Лука Республики Сербской Боснии и Герцеговины. Население составляет 827 человек по переписи 2013 года.